# Soldatske, Novoarhanhelsk
Soldatske (în ucraineană Солдатське) este un sat în așezarea urbană Novoarhanhelsk din regiunea Kirovohrad, Ucraina.

## Demografie
Componența lingvistică a localității Soldatske
     Ucraineană (100%)
Conform recensământului din 2001, toată populația localității Soldatske era vorbitoare de ucraineană (100%).